# Odensberg

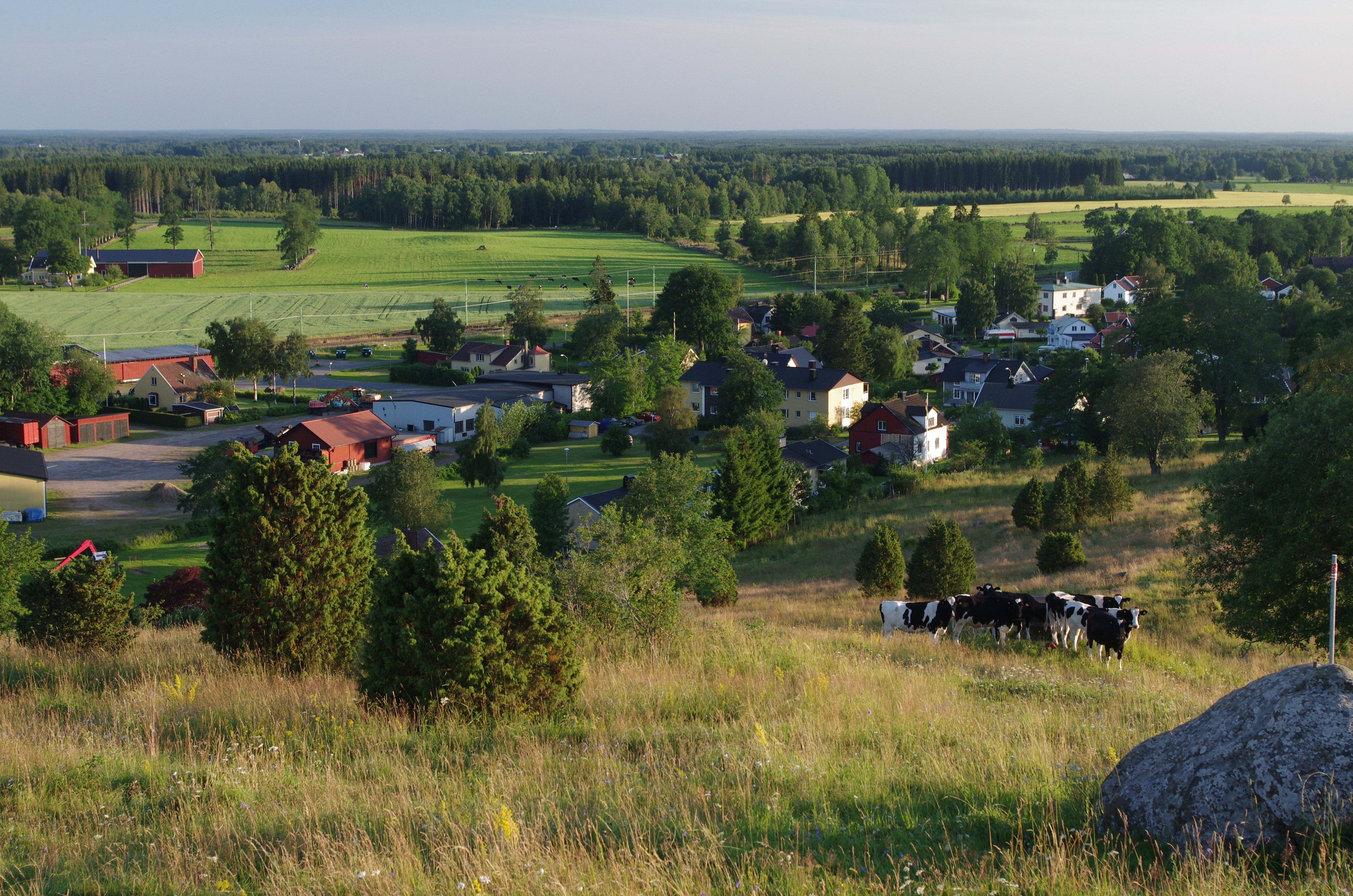
Odensberg från Odenskulle. I förgrunden syns Älvastenen.

Odensberg är en tätort i Falköpings kommun. 
Samhället som har Odenskulle som främsta kännemärke hade tidigare en station på Västra stambanan.

## Befolkningsutveckling
| Befolkningsutvecklingen i Odensberg 1975–2020 | Befolkningsutvecklingen i Odensberg 1975–2020 | Befolkningsutvecklingen i Odensberg 1975–2020 | Befolkningsutvecklingen i Odensberg 1975–2020 | Befolkningsutvecklingen i Odensberg 1975–2020 |
| --------------------------------------------- | --------------------------------------------- | --------------------------------------------- | --------------------------------------------- | --------------------------------------------- |
|                                               |                                               |                                               |                                               |                                               |
| År                                            |                                               |                                               | Folkmängd                                     | Areal (ha)                                    |
| 1975                                          | 1975                                          |                                               | 367                                           |                                               |
| 1980                                          | 1980                                          |                                               | 379                                           |                                               |
| 1990                                          | 1990                                          |                                               | 331                                           | 31                                            |
| 1995                                          | 1995                                          |                                               | 295                                           | 32                                            |
| 2000                                          | 2000                                          |                                               | 280                                           | 32                                            |
| 2005                                          | 2005                                          |                                               | 284                                           | 32                                            |
| 2010                                          | 2010                                          |                                               | 287                                           | 32                                            |
| 2015                                          | 2015                                          |                                               | 290                                           | 44                                            |
| 2020                                          | 2020                                          |                                               | 291                                           | 44                                            |
| Anm.: Ny tätort 1975                          |                                               |                                               |                                               |                                               |